# Katedra w Faenzy
Katedra w Faenzy (wł.: Duomo di Faenza) – kościół rzymskokatolicki w Faenzy (Emilia-Romania, Włochy) poświęcony świętemu Piotrowi Apostołowi. Katedra zlokalizowana jest w centrum miasta, przy placu Piazza della Liberta, w pobliżu Urzędu Miasta. Świątynia jest siedzibą diecezji Faenza-Modigliana.

## Budowla

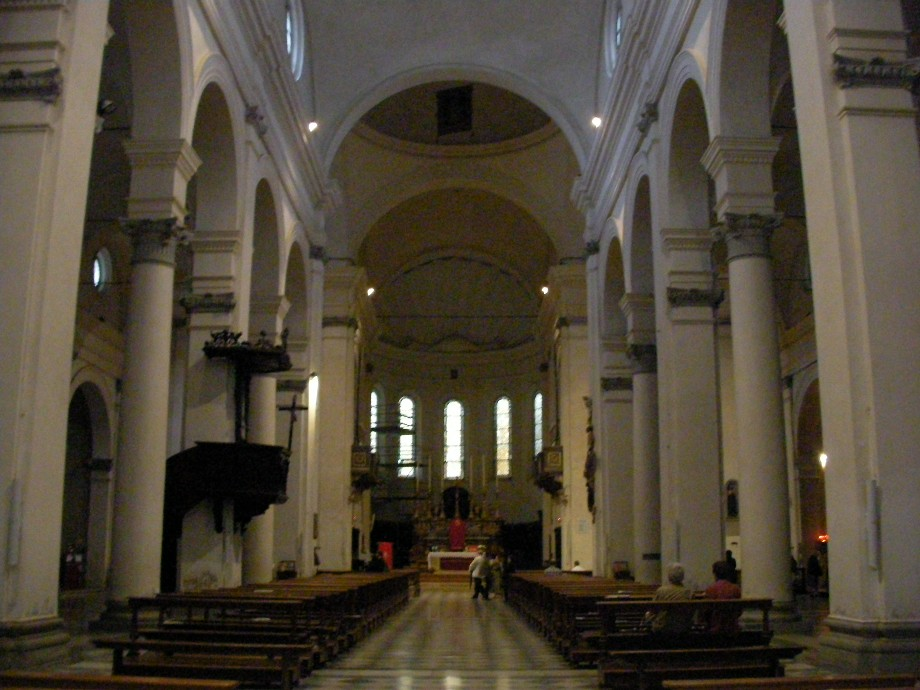
Nawa główna katedry

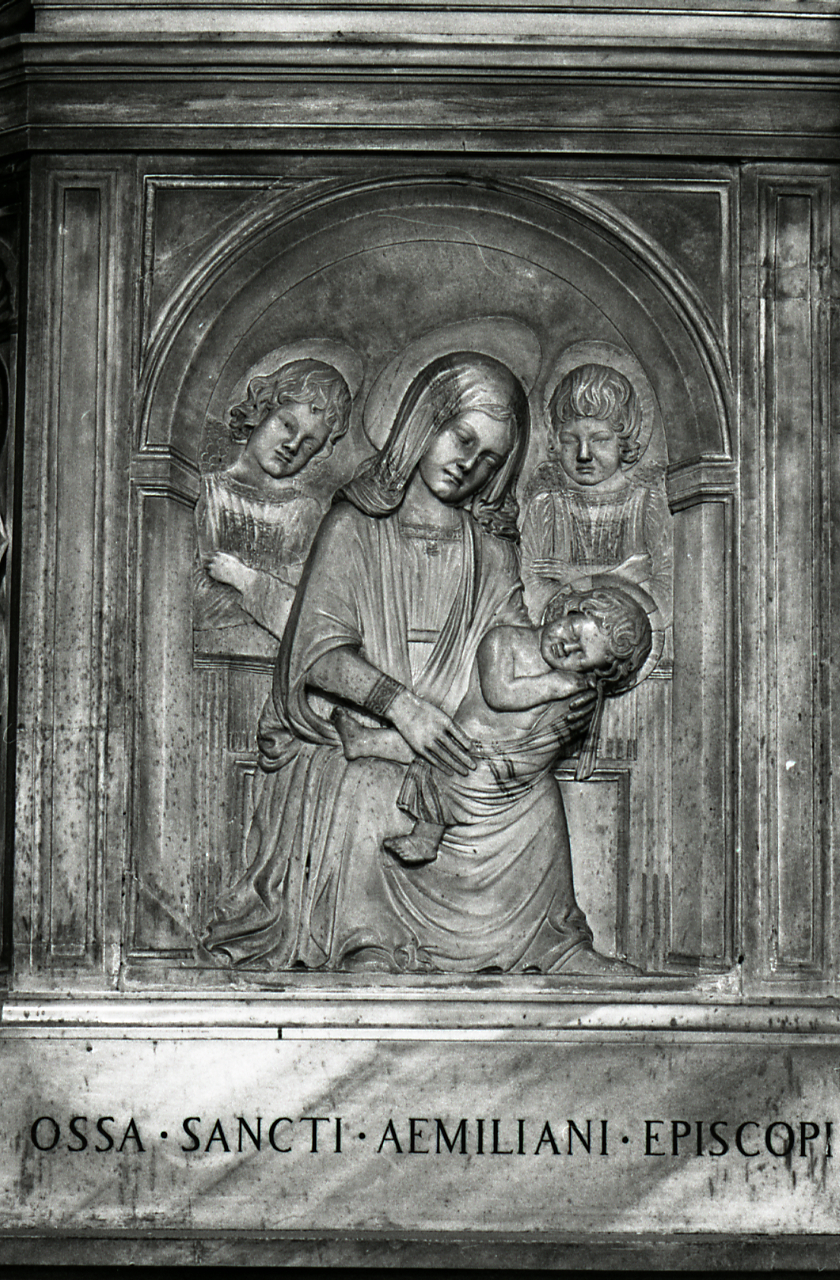
Fragment Arki Świętego Emiliana. Zdjęcie Paolo Monti, 1979.

Świątynia jest przykładem architektury renesansu. Została zbudowana według projektu Giuliano da Maiano, architekta i rzeźbiarza związanego głównie z Florencją. Uważa się, że Giuliano da Maiano wzorował się na florenckiej bazylice San Lorenzo. Budowę rozpoczęto w roku 1474. Prace nie zakończyły się co najmniej do roku 1515.

### Fasada
Fasada wznosi się nad szerokimi schodami i pozostaje niedokończona. Niewykończone marmurowe elementy odsłaniają ceglany mur.

### Wnętrze
Wnętrze podzielone jest na trzy nawy. Ozdobione jest dziełami sztuki pochodzącymi z okresu renesansu, głównie rzeźbami. Wśród nich wyróżnia się nagrobek świętego Sabina z roku 1468 autorstwa Benedetto da Maiano.

## Osoby związane z katedrą
W katedrze pochowany jest święty Piotr Damiani, patron diecezji Faenza-Modigliana oraz miasta Faenza.